# F・K・ヴェヒター

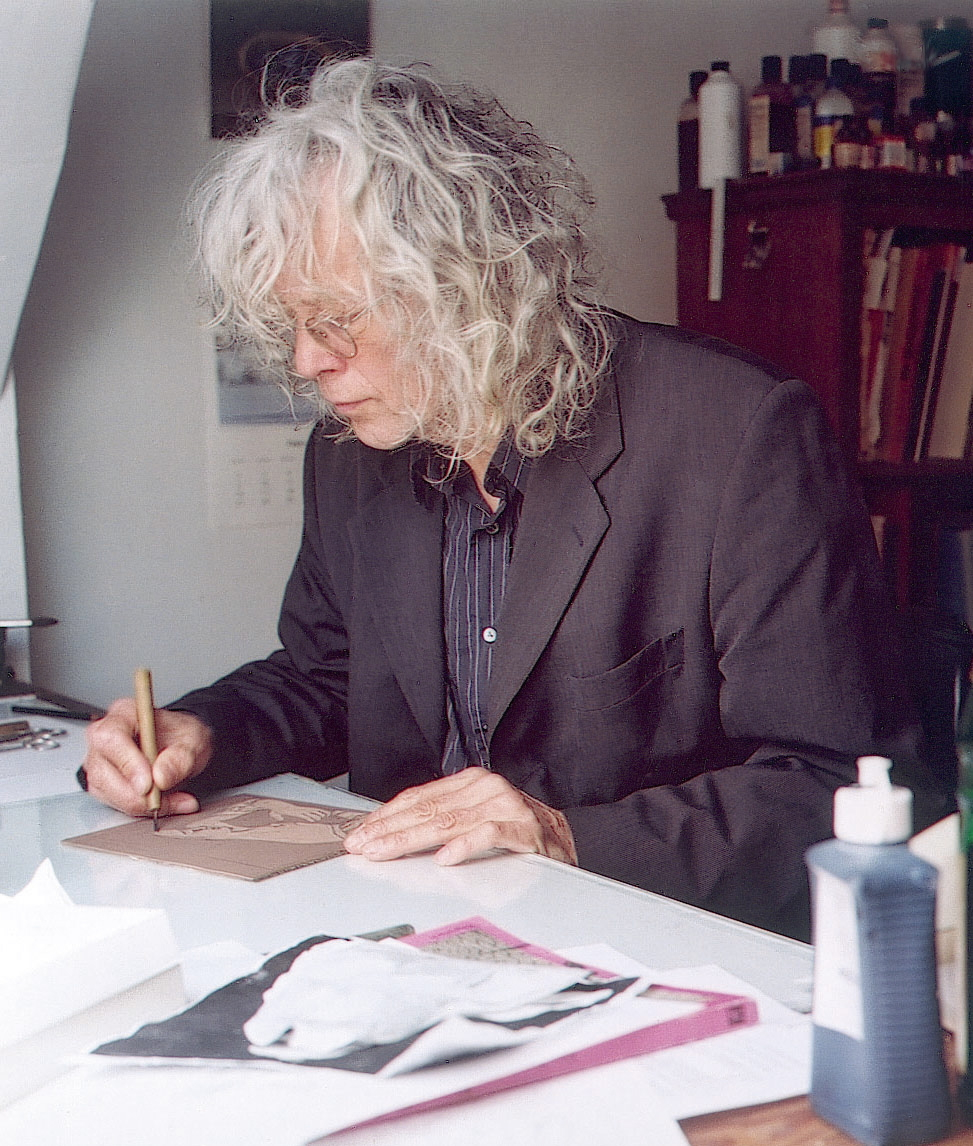
F・K・ヴェヒター肖像。挿し絵と漫画を入り口に、編集者、児童書作家、劇作家の道を進む。（2001年、Inge Sauer 撮影）

フリードリヒ・カール・ヴェヒター（Friedrich Karl Waechter, 1937年11月3日　グダニスク - 2005年9月16日　フランクフルト）は、ドイツの作家・漫画家、劇作家である。ポーランド出身。

## 生涯

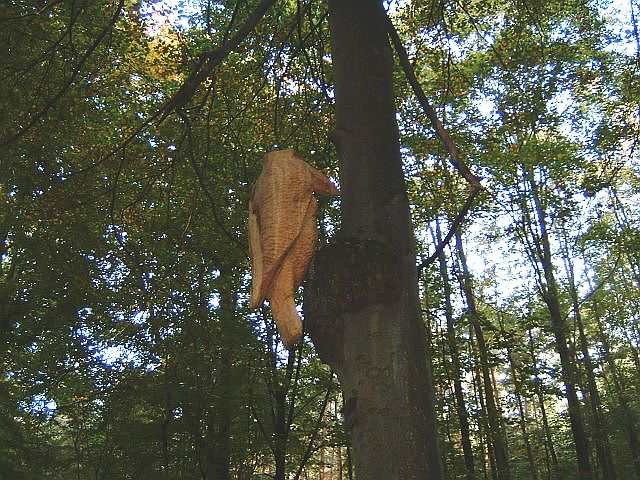
「怪物キツツキ」。ヴェヒターの下絵に基づく彫刻（フランクフルト市の森）

第二次世界大戦時はドイツのシュレースヴィヒ＝ホルシュタイン州へ逃がれた。それ以降、ドイツで終生を過ごした。
ラッツェンブルクの学校で芸術を学ぶ。ここで、彼の才能が認められた。

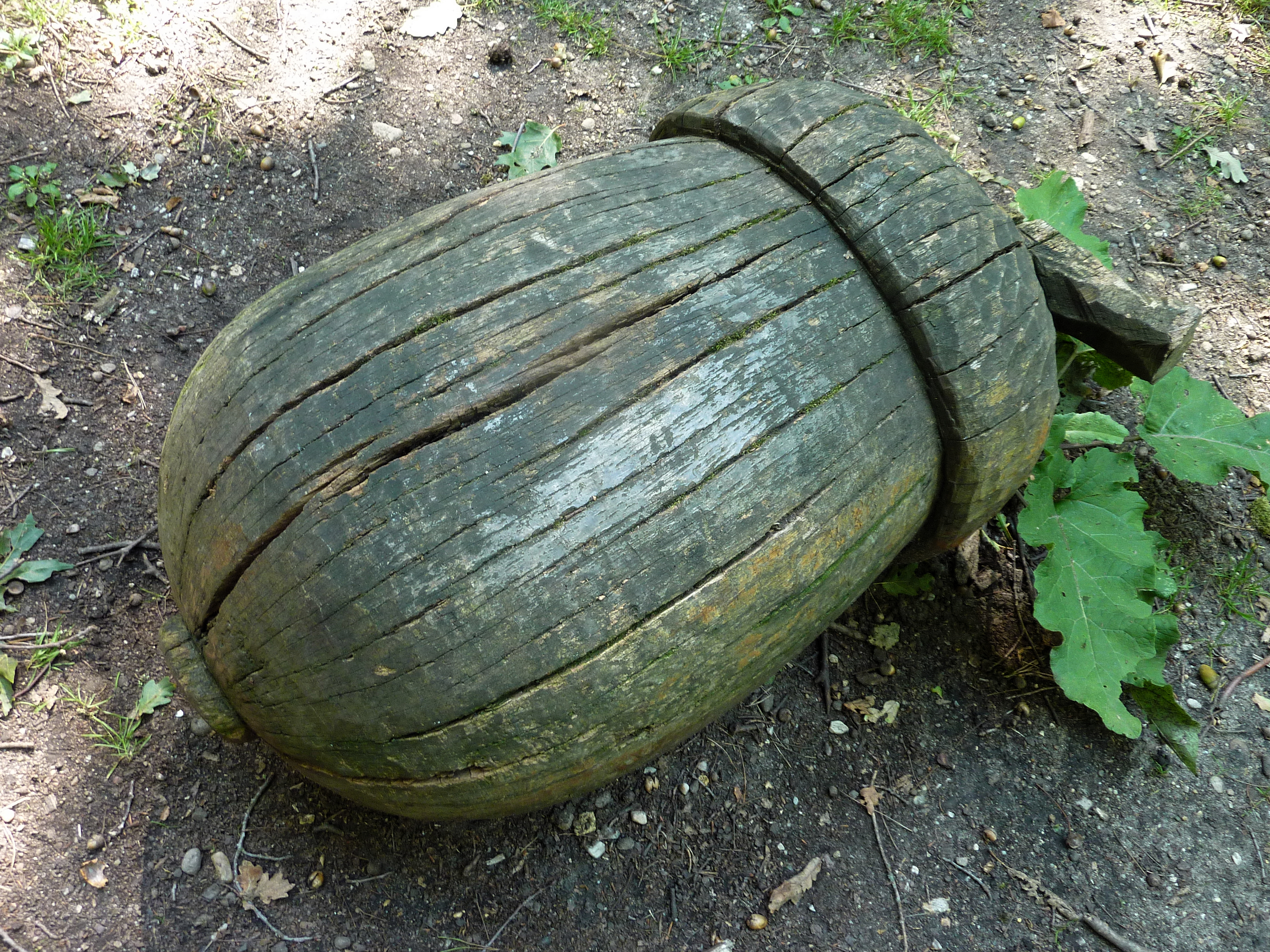
彫刻作品

その後、ハンブルクでグラフィックアートを学ぶ。1962年にフランクフルトに移住し、雑誌に漫画を描く仕事をする。1970年まで絵本を書いた。
ローベルト・ゲルンハルトやF・W・ベルンシュタインと共に新フランクフルト派を組み、風刺雑誌『パードン』の編集者を務めた。ゲルンハルトとは1979年に同種の雑誌『タイタニック』（Titanic）も立ち上げる。画家、彫刻家としても活躍し、作品は主題を自然に求めたものが多い。
フリードリヒ・カール・ヴェヒターは2005年9月16日にフランクフルトで死去した。

## 主な作品

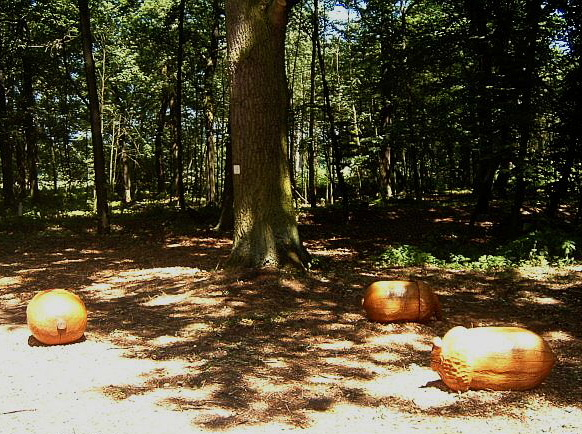
カシの木の「怪物の子供たち」

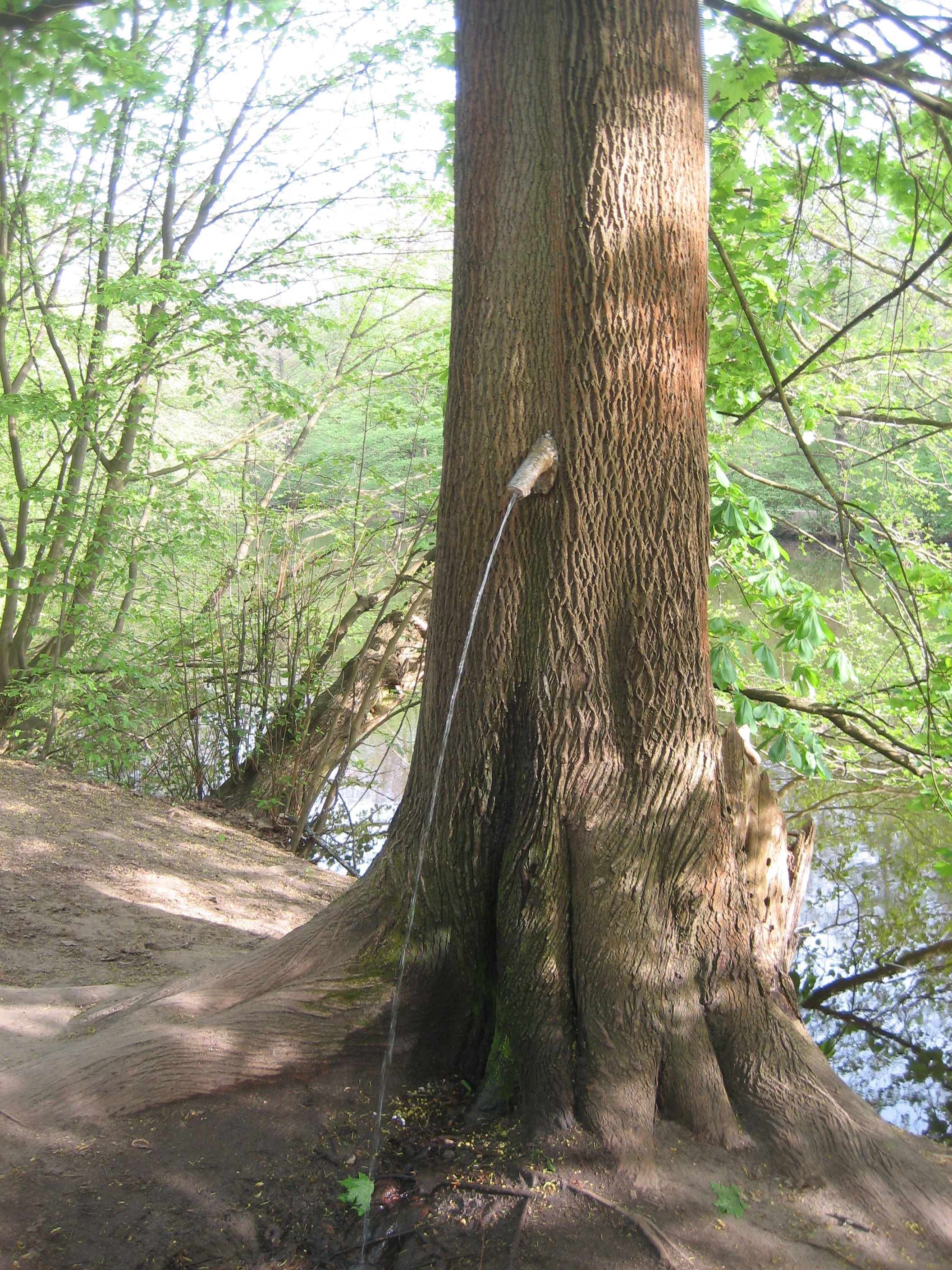
アート作品「おしっこの木」（フランクフルト市の森、〈グリーン・ベルトのコミカル作品シリーズ〉）

### 挿し絵
- Ebert, Wolfgang. Wolfgang Eberts Party-Schule. Fischer Bücherei, 1968. [オリジナル版]  ウェブ版、書籍版あり。F・K・ヴェヒター
- クリスティーネ・ネストリンガー『空からおちてきた王子 : メルヘン・ロマン』F・K・ヴェヒター 挿し絵、佐々木田鶴子 訳（ほるぷ出版〈The excellent series of foreign literature books〉、1991年）
  - 原書は『Der gefrorene Prinz』。

- Henscheid, Eckhard ; Waechter, Friedrich Karl（文も）. Die Vollidioten : ein historischer Roman aus dem Jahr 1972. Schöffling, 2014. 1. 第1版
  - F・K・ヴェヒターによる元の場所の復元図入り。

### 児童書
日本語訳
- 『いっしょにあそぼうよ』尾崎賢治 訳（アリス館牧新社、1978年）
  - 原題は『Wir kőnnen noch viel zusammen machen』、1975年ドイツ児童文学賞を受賞。
  - 改版改題。『いっしょがいちばん』吉原高志 訳（徳間書店、2001年）
- 『赤いおおかみ』小沢俊夫 訳（古今社、2001年）
  - 原題は『Der rote Wolf』、1999年ドイツ児童文学賞。

ドイツ語版
- Waechter, Friedrich Karl. Wir können noch viel zusammen machen. Parabel, 1973.　1975年ドイツ児童文学賞受賞作。
- Waechter, Friedrich Karl. Da bin ich. Diogenes, 1997.　題名の「Da bin ich」の直訳は「私はここにいる」。
- Waechter, Friedrich Karl. Der rote Wolf. Diogenes, 1998. 『赤いおおかみ』原書。

### 一般書
- Peter Greiner, Dieter Hirschberg, Volker Ludwig/Detlef Michel, Johannes Schenk, Stefan Schütz, Friedrich Karl Waechter
  - 劇作のアンソロジー。Greiner, Peter ; Hirschberg, Dieter ; Ludwig, Volker ; Michel, Detlef ; Schenk, Johannes ; Schütz, Stefan ; Waechter, Friedrich Karl. Suhrkamp〈シリーズ名：Spectaculum : moderne Theaterstücke〉, 1976. （シリーズ名：スペクタキュラム: 現代演劇）。
  - Peter Greiner, Dieter Hirschberg, Volker Ludwig/Detlef Michel, Johannes Schenk, Stefan Schütz, Friedrich Karl Waechter.
    - Greiner, Peter ; Hirschberg, Dieter ; Ludwig, Volker. Michel, Detlef ; Schenk, Johannes ; Schütz, Stefan ; Waechter, Friedrich Karl.  Suhrkamp〈シリーズ名：Suhrkamp Taschenbuch〉, 1984. 再版
- ローベルト・ゲルンハルト ; Bernstein, F. W.  (Fritz Weigle) ; Waechter, Friedrich Karl. Welt im Spiegel : WimS 1964-1976. Zweitausendeins, 1979. 第1版. Aufl ウェブ版、書籍版
  - 『ヴェルト・イム・シュピーゲル』※の再版を掲載。（※：Welt im Spiegel ＝恩赦を受けフランクフルト・アム・マインで定期刊行）。
- Waechter, Friedrich Karl ; Eilert, Bernd. Die Kronenklauer. Rowohlt, 1981. Sonderausg. 特別版、1.6万-2.2万部発行。ウェブ版、書籍版
  - Waechter, Friedrich Karl ; Eilert, Bernd. Die Kronenklauer. Rowohlt, 1986. 再版
- Waechter, Friedrich Karl. Grundgesetz für die Bundesrepublik Deutschland. VSA, 1982. ウェブ版、書籍版
  - 西ドイツ憲法の本文を解説、F・K・ヴェヒターほかによる漫画を添えた。
- Waechter, Friedrich Karl. Der Anti-Struwwelpeter, oder, Listige Geschichten und knallige Bilder. Diogenes, 1982[注釈 1]
- Waechter, Friedrich Karl. Sehr witzig! : Szenen und Bilder. Reclam〈シリーズ名：Universal-Bibliothek〉、2000.

### 主な戯曲
- Die Beinemacher（1974年）
- Der Teufel mit den drei goldenen Haaren（1975年）
- Die Bremer Stadtmusikanten（1977年）
- Die Reise nach Aschenfeld（1984年）
- Ausflug mit Clowns（1985年）
- F. K. Waechters Ixypsilonzett （1990年）
- Die letzten Dinge（1992年）
- Die Eisprinzessin（1993年、2版あり）
- Prinz Hamlet （1995年）
- Lysistrata（1997年、アリストパネスより改作）
- Die Aschenputtler（1998年）
- Tristan und Isolde（2002年）
- Karneval der Tiere（2002年）
- Der Narr des Königs (Kwast)（2003年）

## 受賞歴
- 1975年：ドイツ児童文学賞、『Wir können noch viel zusammen machen』（邦題『いっしょにあそぼうよ』、『いっしょがいちばん』）
- 1983年：ベルリン州グリム兄弟賞（ドイツ語版）
- 1993年：ヘッセン州文化賞（ドイツ語版）
- 1999年：ドイツ児童文学賞絵本部門賞『Der rote Wolf』（邦題『赤いおおかみ』）
- 2003年：アレクス・ウェディング賞（英語版）[1]
- 2003年：装丁文化賞（ドイツ語版） 新フランクフルト派（ドイツ語版、英語版）の幹部として。F・W・バーンスタイン（英語版）、ベルント・エイラート（ドイツ語）、ローベルト・ゲルンハルト、ピーター・ノア（ドイツ語）、クロドヴィヒ・ポス（ドイツ語）、ハンス・トラクスラー（ドイツ語）、F・K・ヴェヒター。